# 渡部紗弓
渡部紗弓（日语：／ Watabe Sayumi，9月25日—）是日本的女性聲優，北海道出身，事務所為Sigma Seven e。

## 經歷
在2009年舉行的第三回Sigma Seven甄選會中合格，主要擔任綜藝、紀錄片節目的旁白與動畫聲優。

## 演出作品
粗體字為主要角色。

### 電視動畫
2016年
- TABOO TATTOO－禁忌咒紋－（菲瑪）
- Lostorage incited WIXOSS（媽媽）
- 魔法少女育成計畫（珠的母親）

2017年
- 南鎌倉高校女子自行車社（森四季[2]）
- 血界戰線 & BEYOND（珍妮特·巴爾羅）
- 鬼燈的冷徹 第貳期（小孩）

2018年
- 愛在雨過天晴時（橘晶）
- 伊藤潤二驚選集（裕史〈幼年〉、綾夫）
- 皇帝聖印戰記（侍女）
- Classica Loid 2（受付、新聞播報員）
- 鬼燈的冷徹 第貳期 其之貳（女鬼）
- 魔法律事務所（旁白聲音）
- 後街女孩（廣播）
- 魔法禁書目錄III（播報、委托者（电话女））
- 隔壁的吸血鬼美眉（女演員、店員）
- 弦音－風舞高中弓道部－（女學生）

2019年
- 弦音－風舞高中弓道部－（學生工作人員）
- 不吉波普不笑（仲代佐和子）
- 魔法水果籃（圖書館教師、電視播報員）
- 滿月之戰（朋友B）
- 女高中生的虛度日常（男孩子）
- 科學一方通行（人皮狹美／禍斗[3]）
- BEASTARS（艾魯絲、松鼠、飛鼠、宣傳部、火烈鳥、母雞）
- 星合之空（女學生）
- 我不是說了能力要平均值嗎？（莫蕾娜王女）
- 慎重勇者～這個勇者明明超TUEEE卻過度謹慎～（赫絲緹卡、女道具商）

2020年
- 富豪刑事 Balance:UNLIMITED（記者）
- 噴嚏大魔王2020（導遊機器人）
- 戀與製作人（駭客）
- 魔王學院的不適任者～史上最強的魔王始祖，轉生就讀子孫們的學校～（艾蓮歐諾露·碧安卡）
- 棒球大聯盟2nd（藤井千代）
- 魔法科高中的劣等生 來訪者篇（克蕾雅）
- 成神之日（女子廣播）

2021年
- BEASTARS 第2期（校內廣播、艾魯絲）
- 堀與宮村（小學生、女高中生）
- WIXOSS DIVA(A)LIVE（東雲山河／Sanga）
- 戰鬥員派遣中！（冰結之阿斯塔蒂）
- 刮掉鬍子的我與撿到的女高中生（廣播）
- 陰晴不定的體操哥哥（主持人）
- BUILD DIVIDE -#000000-（晩華櫻良）
- Tropical-Rouge！光之美少女（伊織）
- Muv-Luv Alternative（神宮司麻里茉）
- 無職轉生～到了異世界就拿出真本事～（雪拉）

2022年
- 食鏽末世錄（嬢、廣播）
- BUILD DIVIDE -#FFFFFF-（晩華櫻良）
- 境界戰機（崔維克塔職員）
- 在地下城尋求邂逅是否搞錯了什麼IV 新章 迷宮篇（冒險者）
- Muv-Luv Alternative 第2期（神宮司麻里茉）
- 機動戰士鋼彈 水星的魔女（學生）

2023年
- 魔王學院的不適任者II～史上最強的魔王始祖，轉生就讀子孫們的學校～（艾蓮歐諾露·碧安卡[4]）
- 不相信人類的冒險者們好像要去拯救世界（提亞娜[5]）
- 不要欺負我，長瀞同學 2nd Attack（成員C）
- TechnoRoid 超越意志（播音員）
- 機動戰士鋼彈 水星的魔女 Season2（學生）
- 七魔劍支配天下（夏儂·舍伍德）
- 重生者的魔法一定要特別（拉多莉亞·馮·多莉切）
- 豬肝記得煮熟再吃（遺族）

2024年
- 最強肉盾的迷宮攻略～擁有稀少技能體力9999的肉盾，被勇者隊伍辭退了～（菲爾）
- 月光下的異世界之旅 第二幕（吉內比爾·斯萊莎[6]）
- 我內心的糟糕念頭 第2期（籃球部女子C—）
- 無職轉生II～到了異世界就拿出真本事～（雪拉）
- 神之塔 -Tower of God- 王子的歸還 / 工房戰（蓮梨花[7]）
- 2.5次元的誘惑（喜咲亞理亞[8]）

2025年
- 終究，與你相戀。
- 中禪寺老師妖怪講義錄 解謎就交給老師。（緒形琳）
- 紫雲寺家的兄弟姊妹（幼年志苑）
- 涅庫羅諾美子的宇宙恐怖秀（天叢圭[9]）
- 明日方舟 焰燼曙明（アンドレイ-）
- Silent Witch 沉默魔女的祕密（卡羅萊·西蒙茲）

### 劇場版動畫
- 莉茲與青鳥（2018年，管樂團成員）
- 吹響吧！上低音號～誓言的終章～（2019年，管樂團成員）

### OVA
- 修業魔女璐璐萌 完結篇（2019年，西露利亞）※漫畫第9卷OAD付限定版

### 遊戲
2015年
- 封印勇者！礦島與空之迷宮（「光煌之機工士」瑪莉奈、「必殺必中之裏稼業」柯爾特）

2018年
- 問答RPG 魔法使與黑貓維茲（ヒルデ・レイルル）

2019年
- 碧藍航線（伯明罕）
- Action 對魔忍（井河淺蔥〈第2代〉）
- 魔法禁書目錄 幻想收束（人皮狹美／禍斗）

2022年
- 無期迷途（科希）

### 動態漫畫
- （2015年，副會長[12]）

## 外部連結
- 事務所官方簡介 （页面存档备份，存于）（日語）